# Apanteles platyedrae
Apanteles platyedrae är en stekelart som beskrevs av Wilkinson 1928. Apanteles platyedrae ingår i släktet Apanteles och familjen bracksteklar. Inga underarter finns listade i Catalogue of Life.